# Gryon fulviventre
Gryon fulviventre är en stekelart som först beskrevs av Crawford 1912.  Gryon fulviventre ingår i släktet Gryon och familjen Scelionidae. Inga underarter finns listade i Catalogue of Life.